# Ptochophyle hyalotypa
Ptochophyle hyalotypa är en fjärilsart som beskrevs av Louis Beethoven Prout 1932. Ptochophyle hyalotypa ingår i släktet Ptochophyle och familjen mätare. Inga underarter finns listade.